# A. Roland Fields
Ansel Roland Fields (* 13. Juni 1900 in New Orleans; † 13. September 1950 in Los Angeles) war ein US-amerikanischer Filmarchitekt (Ausstatter), der bei der Oscarverleihung 1946 den Oscar für die besten Filmbauten erhielt.

## Biografie
Fields begann 1934 als Set-Einrichter bei dem Film Kentucky Kernels und wirkte im Laufe seiner Tätigkeit in der Filmwirtschaft Hollywoods an der Ausstattung von mehr als vierzig Filmen mit.
Bei der Oscarverleihung 1942 war er erstmals für den Oscar für das beste Szenenbild nominiert und zwar mit Perry Ferguson, Van Nest Polglase und Darrell Silvera für den Schwarzweißfilm Citizen Kane. 1943 folgte eine weitere Nominierung in dieser Kategorie mit Albert S. D’Agostino und Darrell Silvera für Der Glanz des Hauses Amberson (1942).
1946 gewann er zusammen mit Wiard Ihnen den Oscar für die beste Filmarchitektur in dem Schwarzweißfilm Spionage in Fernost (1945).

## Filmografie (Auswahl)
- 1935: Helden von heute (West Point of the Air)
- 1941: Citizen Kane
- 1942: Der Glanz des Hauses Amberson (The Magnificent Ambersons)
- 1942: Katzenmenschen (Cat People)
- 1943: Ich folgte einem Zombie (I Walked with a Zombie)
- 1943: Dies ist mein Land (This Land Is Mine)
- 1943: Harte Burschen – steile Zähne (A Lady Takes a Chance)
- 1943: Tender Comrade
- 1944: Mademoiselle Fifi
- 1945: Am Himmel von China (China Sky)
- 1945: Spionage in Fernost (Blood on the Sun)
- 1947: Michael schafft Ordnung (Heaven Only Knows)
- 1948: Alle meine Söhne (All My Sons)
- 1948: Venus macht Seitensprünge (One Touch of Venus)
- 1948: Fünf auf Hochzeitsreise (Family Honeymoon)
- 1949: Rebellen der Steppe (Calamity Jane ad Sam Bass)
- 1949: Schwert in der Wüste (Sword in the Desert)
- 1949: Die Geschichte der Molly X (The Story of Molly X)
- 1949: Tödlicher Sog (Undertow)
- 1949: Liebe auch ohne Patent (Free for All)
- 1950: Francis, ein Esel – Herr General (Francis)
- 1950: Winchester ’73
- 1951: Trommeln des Todes (Apache Drums)
- 1951: Piraten von Macao (Smuggler’s Island)

Fernsehserien
- 1965: Gauner gegen Gauner (The Rogues) – eine Folge
- 1965–1968: Green Acres -5 Folgen